# Juršinci
Juršinci (em alemão:  Georgendorf) é um município da Eslovênia. A sede do município fica na localidade de mesmo nome.